# Anemone somaliensis
Anemone somaliensis är en ranunkelväxtart som beskrevs av Frank Nigel Hepper. Anemone somaliensis ingår i släktet sippor, och familjen ranunkelväxter. Inga underarter finns listade i Catalogue of Life.